# Monte Tesa
Il Monte Tesa è un rilievo situato nel comune di Canossa, in provincia di Reggio Emilia in Emilia Romagna, Italia.

## Caratteristiche
Caratterizzato da un'altitudine di 690 m s.l.m., una volta raggiunta la sommità è possibile ammirare il Castello di Canossa, il Castello di Rossena e la torre di Rossenella volgendo lo sguardo verso nord. La posizione rialzata permette di scorgere i vari borghi dispersi nel territorio e le cime appenniniche. 
La sommità può essere raggiunta tramite sentieri e carraie facenti parte del sentiero 652 e il Sentiero dei Ducati, partendo da paesi quali Ceredolo dei Coppi, Cavandola o da strade sterrate che si dipartono dalla SP54. In cima si trova un tempietto dedicato alla Madonna.

## Galleria d'immagini

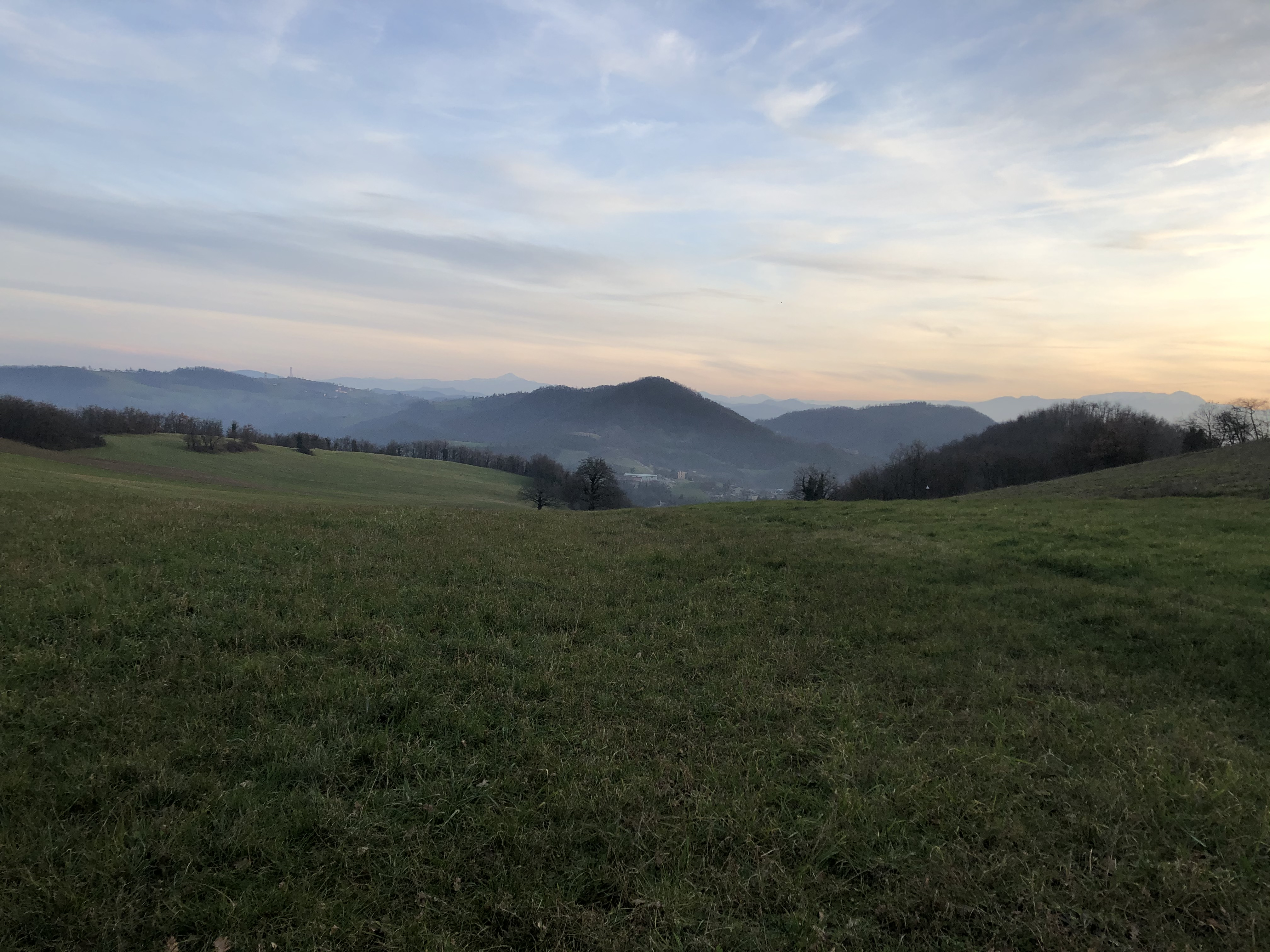
In cima al Monte Tesa
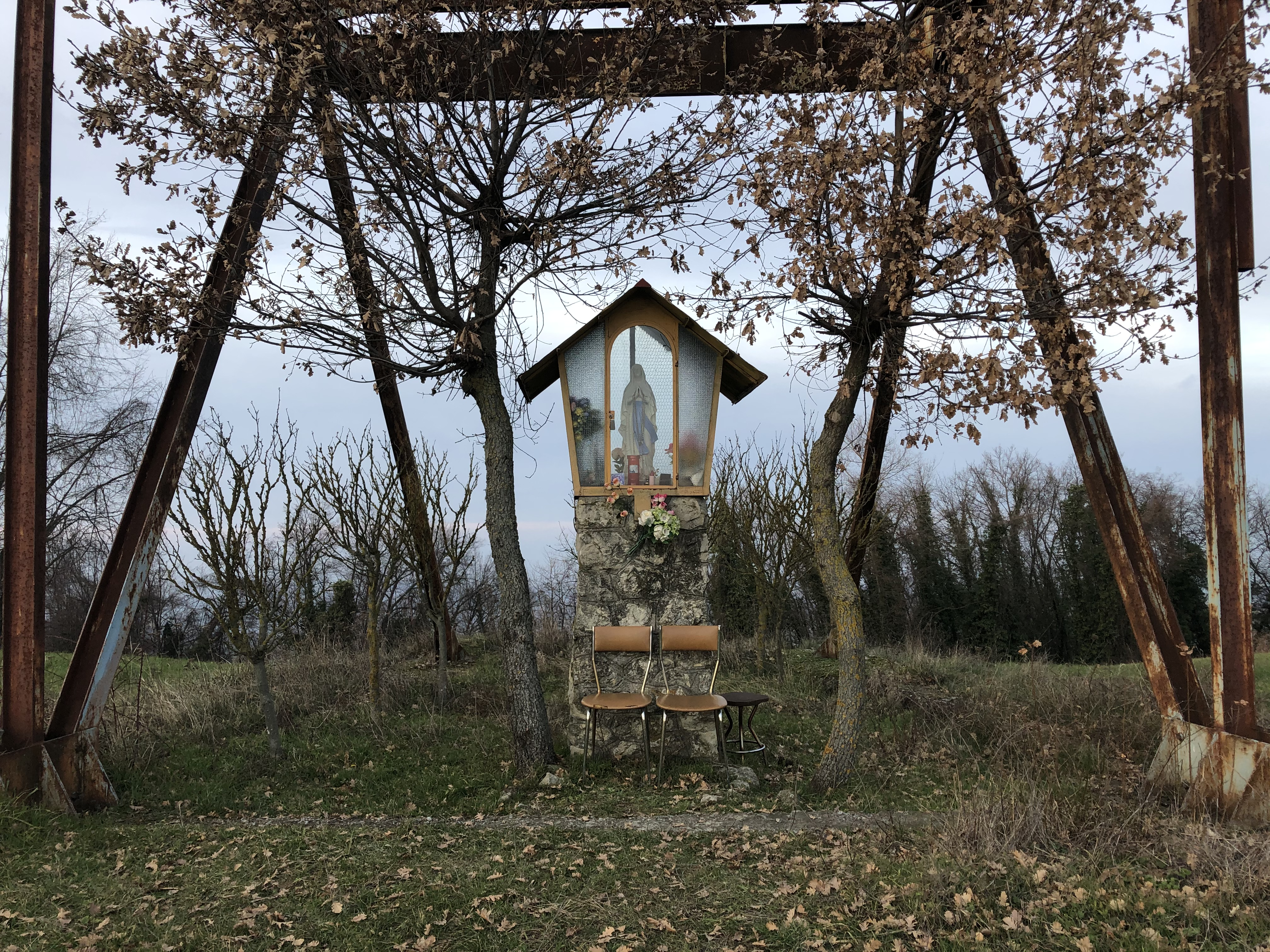
Tempietto sulla sommità
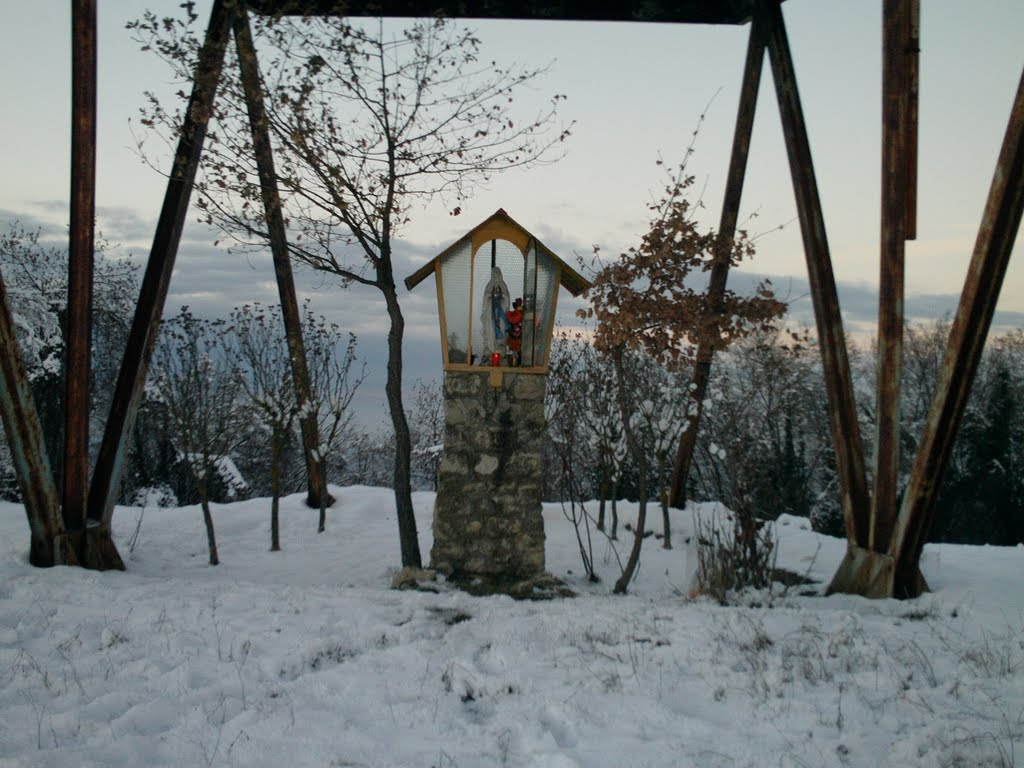
Tempietto sulla sommità
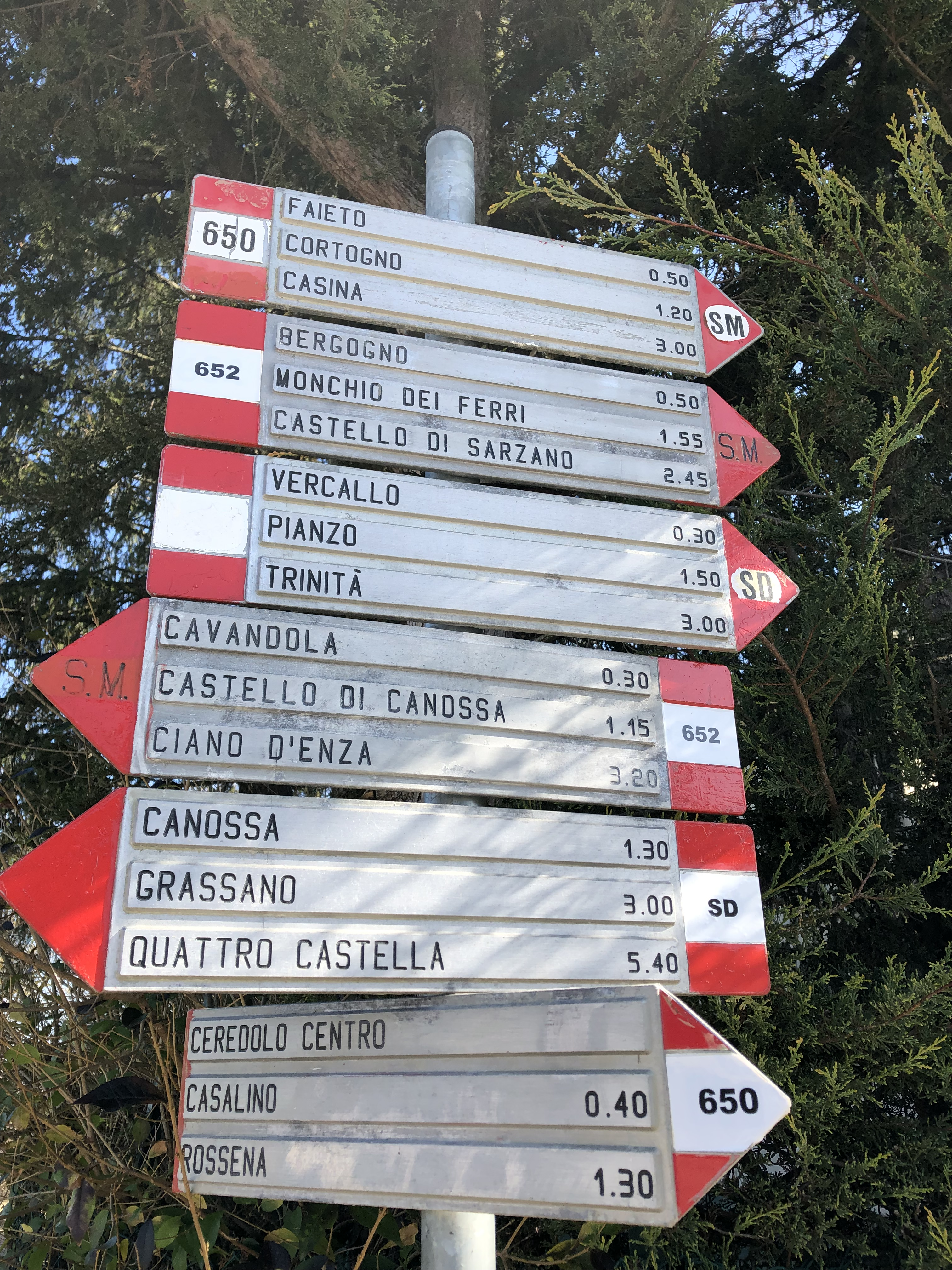
Segnaletica dei sentieri a Ceredolo dei Coppi
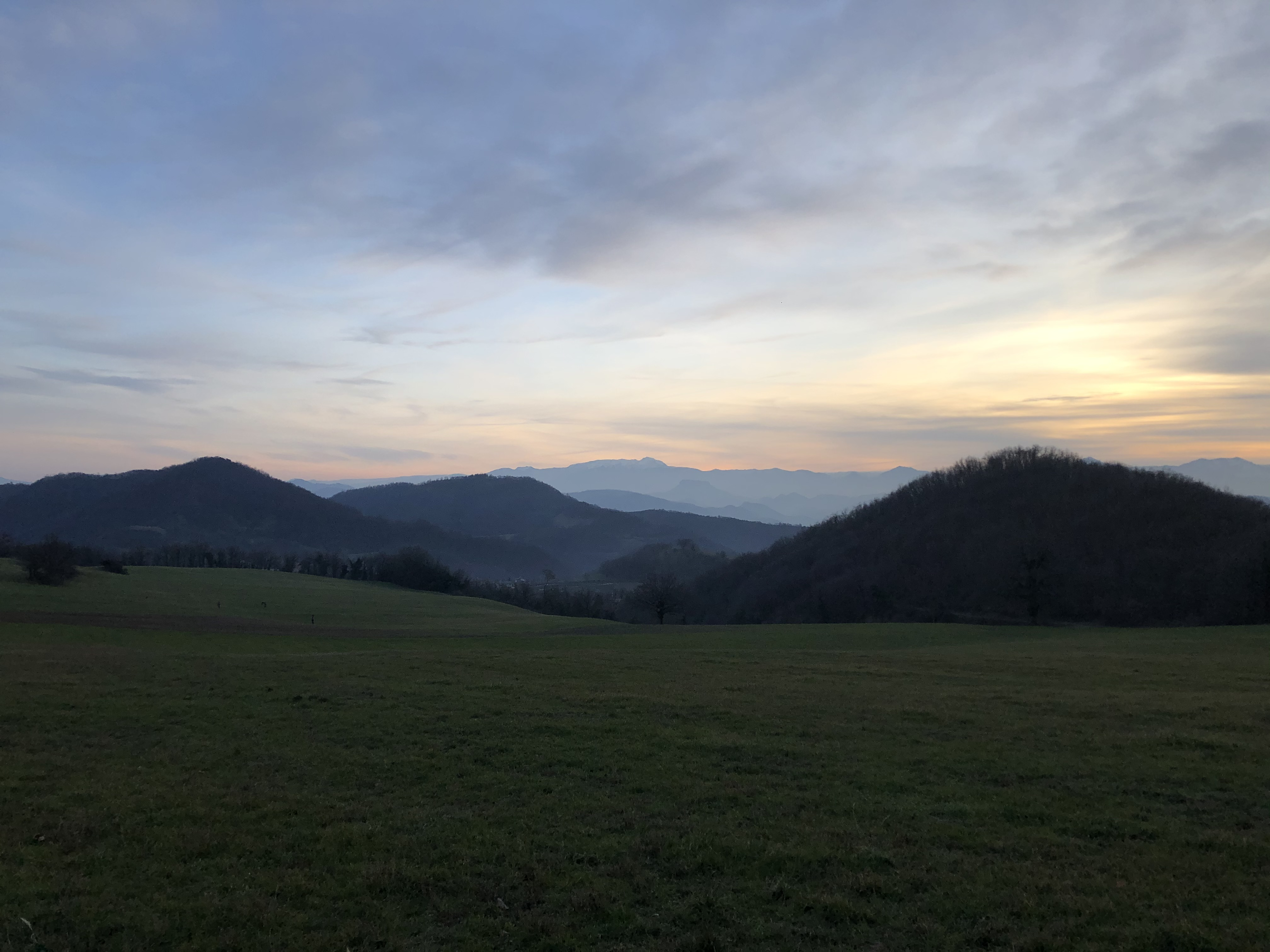
Monte Tesa - Vista Sud
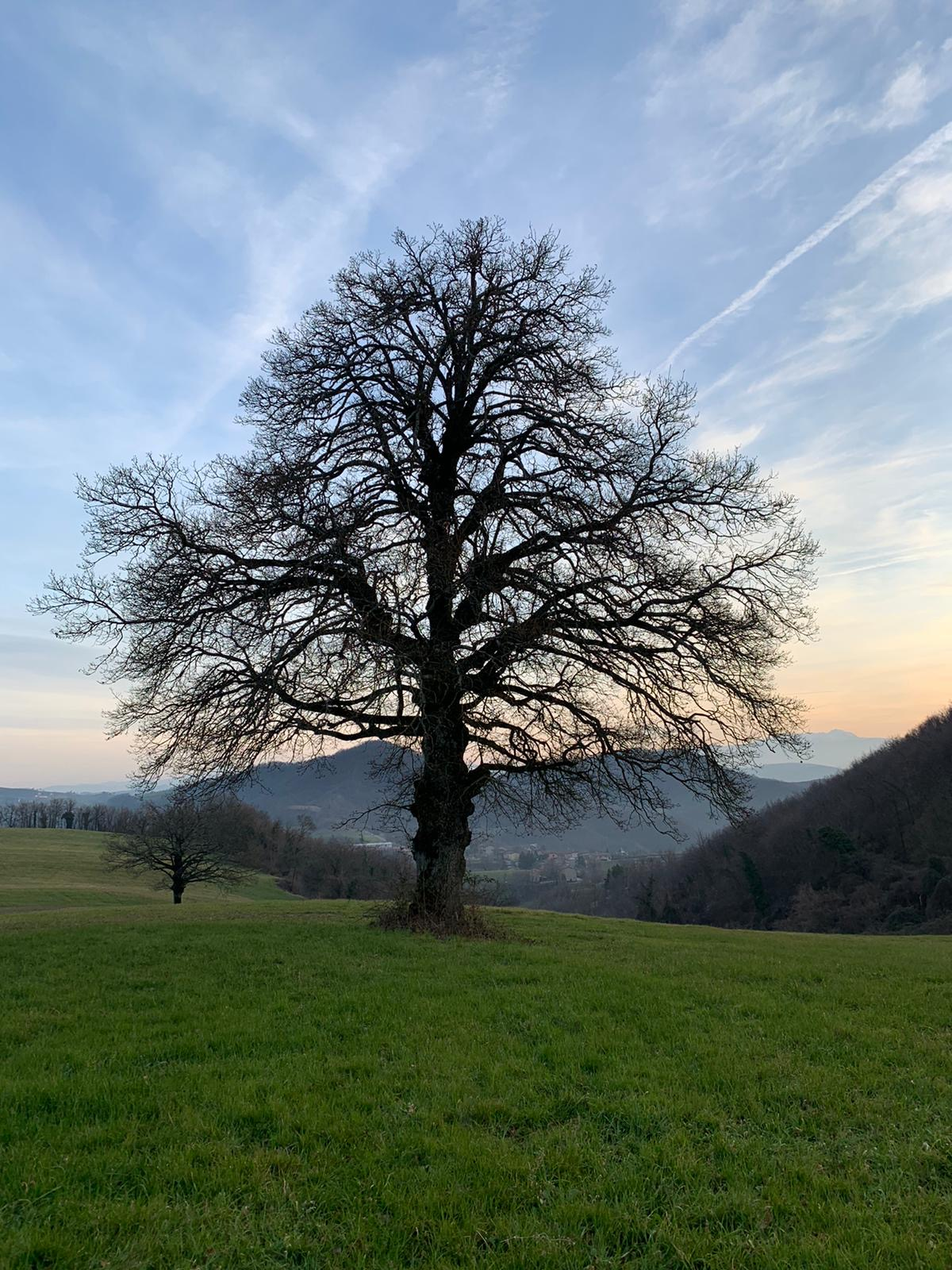
Quercia su Monte Tesa